# بحيرة أترسيه

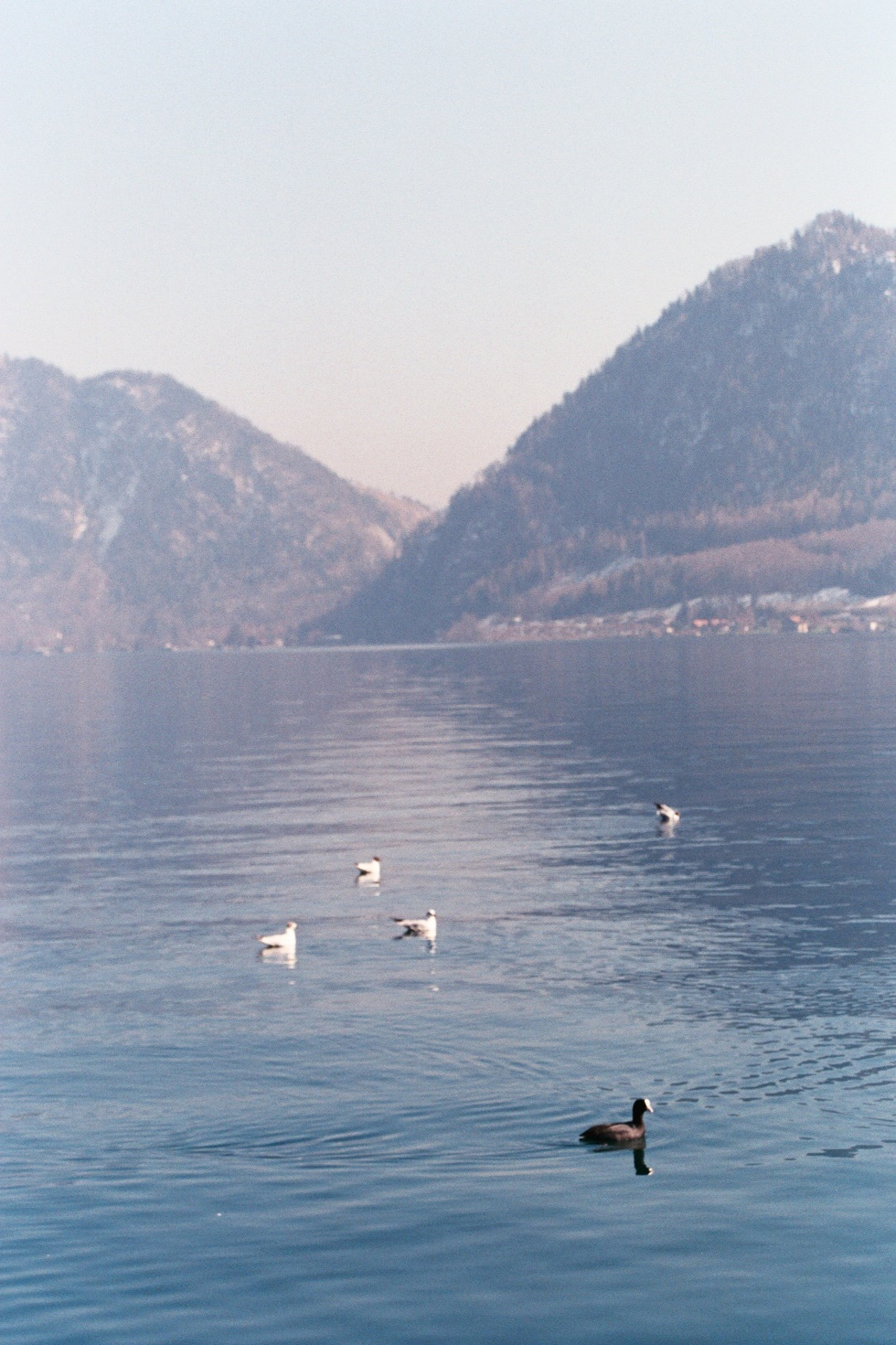
بحيرة أتيرسي في شهر آذار، 2016

بحيرة أتيرسي (في الألمانية: Attersee) هي ثالث أكبر بحيرات النمسا مساحة. تقع البحيرة في إقليم زالسكامرغوت في منطقة النمسا العليا وتبلغ مساحتها 46.2 كيلومترًا مربعًا.
يرجح أن يكون اسم Atter مشتقا عن كلمة ata وتعني مياه باللغة البروتو-قلطية، حيث استقرت شواطئ البحيرة في العصر الحجري الحديث. في العام 1870، تم العثور على بقايا مساكن من عصر ما قبل التاريخ في الطرف الشمالي للبحيرة وفي عام 2011 اعتبرت اليونيسكو هذه الآثار موقعًا من مواقع التراث العالمي في جبال الألب.

## الجغرافيا والمناخ
يأتي مصدر المياه الرئيسي في البحيرة من التيار الرئيسي لنهر زياخ، حيث تتدفق المياه فيه من بحيرة موند المجاورة التي تقع جنوب أتيرسي. تُعتبر كلتا البحيرتان جزءًا من سلسلة بحيرات تبدأ في بحيرة فوشل سي (Fuschlsee) وبحيرة أيرسي (Irrsee). تنسحب مياه البحيرة عن طريق نهر أغر (Ager) المتدفق من شمال البحيرة نحو نهر ترون (Traun) الذي يصب في نهر الدانوب في مدينة لينتس.
تجذب إليها بحيرة أتيرسي هواة السباحة ورواد رياضة الإبحار والغوص وركوب الأمواج بسبب صفاء مائها وثبات الرياح فيها. مُنحت إحدى أنواع الرياح هناك اسم ”نسمة الورود“ (Rosenwind) وهي ريح شرقية تجلب معها عبير ورود حديقة قلعة مجاورة. على الرغم من انخفاض درجة الحرارة في المنطقة خلال فصل الشتاء، وبسبب حجمها، نادرًا ما تتجمد مياه البحيرة.
تحيط البحيرة قرى ريفية ويعتمد سكان هذه التجمعات السكنية على السياحة في المنطقة في الفصول الدافئة.
ظهرت البحيرة في لوحات عديدة للرسام النمساوي غوستاف كليمت، حيث مكث في بيت أصدقاء بجوار البحيرة في إجازاته الصيفية الطويلة واعتاد الرسم في الهواء الطلق بجوار البحيرة.

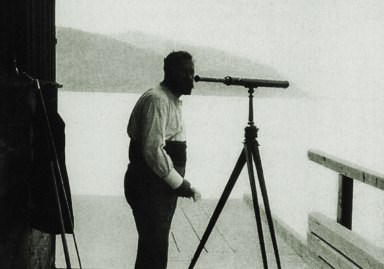
غوستاف كليمت يتمعن البحيرة بواسطة تلسكوب، 1905

## أنواع الأسماك في البحيرة
| الكراكي الرمحي       |
| السلمون المرقط البني |
| سلمون قوس قزح        |
| سمك الشار القطبي     |
| الأنقليس الأوروبي    |
| سمك الكارب           |
| سمك البربوط          |
| سمك البيرش           |